# Deutschland erklärt den Krieg (Spiel)
Deutschland erklärt den Krieg, auch Länderkampf, ist ein altes Kinderspiel, das sich als beliebtes Straßenspiel etablierte und sich durch Zeitzeugen in Deutschland bis zum Beginn des 20. Jahrhunderts zurückverfolgen lässt. Es ist heute aus verschiedenen Gründen ausgestorben.

## Charakter und Historie
Es handelt sich um ein symbolisches Kriegsspiel, dessen „Kriegshandlung“ durch eine in früherer Zeit übliche formelle Kriegserklärung ausgelöst wurde. Diese sollte einer oder mehreren gegnerischen Parteien signalisieren, dass man mit ihnen in ein Kampfgeschehen eintreten wollte. In dem Spiel ging es um die Erweiterung des eigenen Territoriums auf Kosten der anderen Mitspieler. Der Spielwissenschaftler Siegbert Warwitz fand durch systematische Befragungen von Vertretern mehrerer Generationen heraus, dass dieses Spiel unter dieser Bezeichnung bereits vor dem Ersten Weltkrieg in Deutschland bekannt war und mit nur leichten Abweichungen des Regelwerks von Jungen wie Mädchen gleichermaßen als sehr beliebtes Straßenspiel bis in die 1970er Jahre betrieben wurde. Dabei ließ sich kein Unterschied zwischen den Spielformen der Stadt- und Landkinder feststellen. Das in seinen Abläufen im Grunde harmlose Lauf- und Wurfspiel, bei dem weder geschossen noch getötet wird, wurde von den Kindern nach der gängigen Sprachgebung der Zeit betitelt, so tradiert und unreflektiert gespielt. Erst mit dem Aufkommen der Antikriegsbewegung in den 1960er und 1970er Jahren geriet das Spiel, das durch seine martialische Spielbezeichnung auffiel, in die Kritik. Neben der aufkommenden pazifistischen Spielbewegung der New Games hatte auch der  generelle Rückgang der Straßenspiele, der mit der Verengung der Spielgelegenheiten in öffentlichen Räumen verbunden war, seinen Anteil daran, dass das Spiel allmählich aus dem Spielerepertoire der Kinder verschwand. Anders als etwa das ebenfalls historische Kriegsspiel Der Kaiser schickt seine Soldaten aus, das unter der unkriegerischen Bezeichnung Kettenbrechen weiterlebte, wurde das Spiel mit der Einleitungsformel einer Kriegserklärung weder in didaktisch noch titelmäßig veränderter Form neu aufgelegt.

## Spielfeld, Spieler und Spielgerät
Für das ausschließlich im Freien praktizierte Straßenspiel wurde eine hindernisfreie Fläche von 20 bis 30 Quadratmetern benötigt. Als engeres Spielfeld genügte ein Kreis von etwa fünf Quadratmetern, der auf lockerem Erdreich mit einem Stock und auf befestigtem Boden mit Kreide gezogen wurde. Je nach Anzahl der Mitspieler erfolgte dann eine gleichmäßige Aufteilung in Parzellen, die vom Mittelpunkt des Kreises zum Kreisrand hin abgesteckt und von jedem Besitzer als sein Territorium gekennzeichnet wurden. Es konnten sich drei oder mehr Kinder an dem Spiel beteiligten. Jeder Mitspieler gab seinem Land einen Namen. Dabei kam es nach Warwitz nicht darauf an, real existierende Länder wie Deutschland oder England zu vertreten. Vielmehr konnten auch Kontinente wie Asien oder Afrika und Fantasieländer wie Pampelmusien oder Wackelzahnien als eigenes Hoheitsgebiet gewählt werden und gegeneinander antreten. Ein kleiner Ball, etwa ein Stoffball oder ausrangierter Tennisball, genügte als Spielgerät.

## Spielablauf
Ein ausgeloster Spieler positionierte sich mit dem Ball in der Mitte des Kreises. Die übrigen Mitspieler stellten sich an der Peripherie des Kreises auf. Das Spiel begann dann mit einer symbolischen „Kriegserklärung“ durch den Mittelspieler an ein anderes Land. So verkündete er etwa unter Nennung seines eigenen Ländernamens: „Zippedusien erklärt den Krieg gegen . . . Jakedazien“. Damit warf er den Ball senkrecht in die Luft. Die Mitspieler durften schon mit der Ankündigung der Kriegserklärung in alle Richtungen fliehen. Der genannte „Kriegsgegner“ jedoch musste versuchen, den Ball möglichst schnell zu ergreifen. Mit seinem nachfolgenden Stopp-Ruf hatten alle Mitspieler sofort stehenzubleiben. Gelang ihm ein Fangen des Balls, durfte der herausgeforderte Spieler drei Schritte auf einen der Mitspieler zugehen. Gelang ihm dies nicht, musste er von seinem Standort aus einen Mitspieler mit dem Ball anzutreffen versuchen. Dieser durfte dem Ball im Stand ausweichen, ihn aber nicht fangen oder sich von der Stelle bewegen. Gelang ein Treffer, konnte sich der Werfer ein Stück Land der benachbarten Parzelle seines Gegners aneignen, indem er einen Fuß dort hineinstellte, ihn mit dem Stock oder mit Kreide umfuhr und das Landstück seinem Territorium angliederte. Kam es zu einem Fehlwurf, durfte umgekehrt der Verfehlte sich ein Stück Land auf die gleiche Weise von dem Angreifer aneignen. Der Besiegte und eines Stücks seines Landes Beraubte setzte das Kampfgeschehen fort. Verlierer war, wer soviel Land verloren hatte, dass er auf ihm nicht mehr mit beiden Füßen stehen konnte. Sieger war am Ende, wer sich entweder nach einer bestimmten Zeit oder nach Ausscheiden aller Gegner den meisten Landbesitz erkämpft hatte.

## Varianten
- Der angegriffene Mitspieler bildete mit seinen Armen vor der Brust einen „Korb“, in den der Ball getroffen werden musste.
- Der Angreifer durfte sich im Dreisprung einem Mitspieler nähern, um ihn abzuschlagen. Notfalls durfte er ihn auch noch, am Boden liegend, mit seiner Körperlänge zu erreichen versuchen.[7]
- Der Sieger durfte, mit beiden Füßen auf seinem eigenen Territorium stehend, sich soviel Fläche von dem Nachbargebiet aneignen, wie er, vorgebeugt, mit einem Stock markieren konnte.
- Eine zu Beginn des Spiels ausgeloste Reihenfolge der Länderfürsten gewährleistete Spielgerechtigkeit, die sicherstellte, dass jeder die gleichen Chancen hatte, neue Spielrunden einzuleiten.

## Spielbewertung
Obgleich als Kriegsspiel schon durch die Betitelung unverkennbar, erfreute sich das Spiel bei der Jugend der Zeit vor, in und weit nach den beiden Weltkriegen des 20. Jahrhunderts als Straßenspiel einer hohen Beliebtheit. Öffentliche Anfeindungen fanden  nicht statt. Auch Erzieher und Eltern stießen sich nicht an der begrifflichen Nähe zum realen Kriegsgeschehen, das es in seiner Eingangsformel deutlich abbildete. Ähnlich anderen „abstrakt mörderischen“ Kriegsspielen, wie etwa dem Schachspiel oder dem Völkerball, wurde die sich vom realen Krieg unterscheidende Symbolebene des Spielgeschehens begriffen und akzeptiert. Die abstrakte Kriegshandlung eines „Länderklau“ erschien nicht als Bedrohung für die kindliche Entwicklung, die einer Einschränkung der Spielwünsche bedurft hätte.
Zeitzeugen bescheinigen dem Spiel eine unbefangene Aufnahme und eine hohe emotionale Mobilisierungskraft bei den spielenden Kindern, die sich in vielfach wiederholten und bis in die Dämmerung betriebenen Spielrunden äußerte. Unter gesundheitlichen und sportlichen Aspekten wurden dem Spiel sogar verschiedene Qualitätsmerkmale für die Förderung der körperlichen und geistigen Fitness  zuerkannt. Schließlich forderte und trainierte das Spiel Grundfertigkeiten wie die Sprint- und Stopp-Schnelligkeit, das Reaktionsvermögen, die Wurfgeschicklichkeit, die Treffsicherheit, die Beweglichkeit, die Antizipationsfähigkeit und taktisches Gespür. Es handelte sich vom gesundheitlichen Aspekt her um ein bewegungsintensives Freiluftspiel und unter sozialpsychologischen Gesichtspunkten um ein gemeinschaftsstiftendes Gruppenspiel, das die Kinder der Straße, Jungen wie Mädchen, zu gemeinsamem Treiben zusammenführte und unbeschwerte Freude bereitete. Die Beteiligten verbanden eher sportlich-spielerische als kriegerische Gedanken und Spielinteressen mit dem so martialisch betitelten Spiel. Erst mit der Sensibilisierung für das Reizwort „Krieg“ in den 1970er Jahren und der Identifizierung von tatsächlichem blutigem Krieg und symbolischer Spielhandlung kam das Spiel in Verruf. Es wurde von der flächendeckend in großen Spielfesten auftretenden, das kooperative Spiel propagierenden New-Games-Bewegung aus dem pädagogischen Spielgeschehen verbannt und ist bei der jungen Generation heute völlig in Vergessenheit geraten.

## Einzelbelege
1. ↑  Siegbert A. Warwitz: Spiele anderer Zeiten und Völker – mit Kindern entdeckt und erlebt. Karlsruhe 1998
2. ↑  Siegbert A. Warwitz, Anita Rudolf: Umstrittene Spielformen. Kriegsspiele. In: Dies.: Vom Sinn des Spielens. Reflexionen und Spielideen. 5. Auflage. Schneider. Baltmannsweiler 2021. S. 126–145.
3. ↑  Jürgen Mathar: Kriegserklären-Spiel. Hillesheim (Jürgen Mathar: Kriegserklären-Spiel)
4. ↑  Siegbert A. Warwitz, Anita Rudolf: China erklärt den Krieg. In: Dies.: Vom Sinn des Spielens. Reflexionen und Spielideen. 5. Auflage, Schneider, Baltmannsweiler 2021, S. 140.
5. ↑  Siegbert A. Warwitz, Anita Rudolf: China erklärt den Krieg. In: Dies.:  Vom Sinn des Spielens. Reflexionen und Spielideen. 5. Auflage. Schneider. Baltmannsweiler 2021. S. 141.
6. ↑  Jürgen Mathar: Kriegserklären-Spiel. Hillesheim (Jürgen Mathar: Kriegserklären-Spiel)
7. ↑  Jürgen Mathar: Kriegserklären-Spiel. Hillesheim (Jürgen Mathar: Kriegserklären-Spiel)
8. ↑  Siegbert A. Warwitz, Anita Rudolf: Die Beurteilung des Kriegsspiels. In: Dies.: Vom Sinn des Spielens. Reflexionen und Spielideen. 5. Auflage. Schneider. Baltmannsweiler 2021. S. 131–136.
9. ↑  Jürgen Mathar: Kriegserklären-Spiel. Hillesheim (Jürgen Mathar: Kriegserklären-Spiel)
10. ↑  Birgit Ebbert: Spielen in den 60er und 70er Jahren im Münsterland (Spielen in den 60er und 70er Jahren im Münsterland (Memento des Originals vom 27. Februar 2021 im Internet Archive)  Info: Der Archivlink wurde automatisch eingesetzt und noch nicht geprüft. Bitte prüfe Original- und Archivlink gemäß Anleitung und entferne dann diesen Hinweis.)
11. ↑  Ekkehart Mittelberg: Kinderspiele während des Zweiten Weltkriegs und  danach (Kinderspiele während des Zweiten Weltkriegs und danach)
12. ↑  Jürgen Mathar: Kriegserklären-Spiel. Hillesheim (Jürgen Mathar: Kriegserklären-Spiel)
13. ↑  Siegbert A. Warwitz, Anita Rudolf: Die Beurteilung des Kriegsspiels. In: Dies.: Vom Sinn des Spielens. Reflexionen und Spielideen. 5. Auflage. Schneider. Baltmannsweiler 2021. S. 131–136.